# Feriel Adjabi
Feriel Adjabi, née le 21 octobre 1995, est une escrimeuse algérienne.

## Carrière
Feriel Adjabi est médaillée de bronze en fleuret par équipes aux Championnats d'Afrique d'escrime 2012 à Casablanca.